# Une foule enfin réunie
Pour plus de détails, voir Fiche technique et Distribution.
Une foule enfin réunie est un court métrage français de Monique Chapelle réalisé en 1964.

## Synopsis
Tous les quatre ans, des hommes venus du monde entier se rencontrent lors des Jeux olympiques. Sur les stades, athlètes et spectateurs connaissent la même ferveur, la même angoisse, le même enthousiasme.

## Fiche technique
- Titre : Une foule bien réunie
- Réalisation : Monique Chapelle
- Scénario : Monique Chapelle
- Dialogues : Michel Audiard
- Musique : Serge Kaufman
- Chef opérateur : Albert Schimel
- Genre : Court métrage, documentaire
- Pays :  France
- Durée : 19 minutes
- Année : 1964

## Distribution
- Jean-Louis Trintignant : le narrateur